# Байерли Тюрк

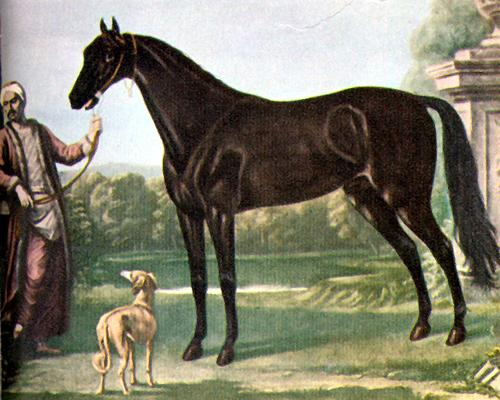

Байерли Тюрк — первый из трёх жеребцов, ставших родоначальниками современных чистокровных верховых лошадей (двое других – Годольфин Арабиан и Дарли Арабиан ). Считается, что он был захвачен капитаном Робертом Байерли во время битвы при Буде (1686) и был затем личным боевым конём Байерли, когда тот был направлен в Ирландию во время Войны короля Вильгельма, продолжив свою боевую службу в битве на реке Бойн. Книга General Stud Book ничего подробно не сообщает о его происхождении, упоминая лишь, что конь был вместе с Байерли в Ирландии.
Байерли Турк, как сообщается, был конём тёмно-коричневой масти с ярко выраженными особенностями восточных лошадей, такими как большие глаза, изогнутая шея и длинный хвост.  Многие из его потомков были похожи на него.
После отставки Байерли конь был отправлен в конюшю в Миддридж-Грэндж, затем, в 1697 году, — в Голдсборо-Холл, где и умер в 1706 году. Сейчас это место является частным владением, однако там установлен памятный знак. Многие из его потомков были популярными скаковыми лошадьми своего времени, наиболее известной из которых является Ирод (родился в 1758 году). Тем не менее, у очень небольшого количества современных чистокровных верховых лошадей можно проследить происхождение именно от Байерли Тюрка.